# ネットアイドル
ネットアイドルとは、パソコン通信内、インターネットを主な活動の場とするアイドルである。

## 概要
明確な定義は「自称ネットアイドル」によって時折覆されるが、自身の芸能活動を既存のメディアよりもインターネット上を主として活動する者のことである。
その人々・グループの共通する部分は、主に以下の通りである。
- 自身で専用のサイトを公開して何らかのメッセージやイメージを発信しているか、もしくは協力者によりそれに類するサイトを持っていること[4]
- 写真や画像などが公表されていること[1]
- 知名度があり、行動や発言に注目するファンや継続した観察を行う者が存在すること[1][注 1]

おおむね、モデルや歌手など何らかの芸能活動をしている者が事務所の指示のもとに上記の活動をしている場合、芸能活動を行う者が事務所の監督と関係なく勝手に行っている場合、まったくの素人が自前で勝手にやっている場合の3つに分かれ、いずれにせよ「アイドルとして有名になりたい」と思って活動している者が厳密な意味でのネットアイドルと言える。職業としてアイドルを望んでいる訳でもなく、何の修行も積んでいないのに上記のような活動を行う者は、“自称ネットアイドル”であるとか、“ネットアイドル風”と呼ばれることが多い。
彼ら、彼女らの多くは素人であり、必ずしも職業としてそれを選んでいるとか、専門の訓練を受けている訳ではない。大半は経費の安さや敷居の低さを利用して事務所などに所属することなく、自前で活動を行っている。多くは10代後半から20代前半の若い女性で、コスプレをするものも多く、見られるのが好きで、ほとんどはその願望を叶えるために手抜きをせずに取り組んでいる。

## 歴史
ネットアイドルに系譜的に先行するものとして、個人情報誌に自身の情報や電話番号を載せて人気を得たペーパーアイドルが挙げられている。
最初のネットアイドルは既存の芸能界に身を置きながらパソコン通信などでも活動した千葉麗子ともされるが、千葉は過渡期の中途半端な例で、1995年にインターネットへの接続が一般人にも可能になると、1996年（平成8年）に鶴見香織（当時のハンドルネームはtkaori）が自身の写真と日記を掲載した個人サイト「17才のお部屋」を開設、雑誌の取材やラジオ出演などを果たし、ネットアイドルの名称で呼ばれるようになった。全国放送でのテレビ出演を最初に果たしたのは、1997年（平成9年）に「リエのヘヤ」を開設した古賀理絵（当時のハンドルネームはコガリエ）である。TBSのNEWS23に、話題のネットアイドルとして出演した。
1998年（平成10年）〜1999年（平成11年）ごろにはMICHIKOがネット上で話題となり、テレビにも登場、有名写真家に撮影され、スポンサーが付いてネットアイドルサイトのプロデュースや小欄執筆など専業のネットアイドルとして活動した。また、同時期には田中エリスや1998年に『週刊ヤングジャンプ』の「YJ女子高制服グランプリ」で優勝し、芸能界入りした平岡雅子が男女不明の「東京カステラ」として話題になっている。この頃、ネットアイドルが流行し、1日のアクセスは1000件以上、ファンクラブが運営されるものまで現れ、それになろうとする者が多数出た。
他にも、メンタルヘルス系の日記を書くネットアイドルとして南条あやが話題となった。

20世紀の時点では、HTMLなどを理解して電子掲示板などを設置しなければならなかったため、アイドル活動以前にそれらの知識が必要であったが、21世紀に入ると、特に知識がなくとも簡単に自分の表現・交流を行うことができるブログサービスの登場や、さらに進んでSNSが登場するとその敷居は下がり、ネットアイドルないしそれに近い振る舞いをする者が増大した。数が増えたことで、芸能界入りする者が現れる一方、社会的問題を引き起こす者もあらわれ、諏訪地方連続放火事件を起こした“くまぇり”の様な者も出た。
また2004年末のVimeo、翌年のYouTubeに始まる動画共有サイトの一般化や、2007年にUSTREAM、2008年にニコニコ動画といった利用者が気軽に生中継を行えるサイトが現れると、ネットアイドルはそれらをも活動拠点とするようになった。2009年には、英国人のベッキー・クルーエルが動画サイトを通じて日本で人気を得、日本での歌や写真集の発売他、様々な催しに参加するなど、インターネットの特性を活かした国際的活動も見られるようになってきた。
2011年、「自称ネットアイドルの女性」が集合住宅の室内で花火20本あまりに火を付けて、消防車などが駆けつける様子の一部始終を生中継し、軽犯罪法違反で送検されたが、これがその動画サイトの視聴者増加への期待に繋がり、株価上昇の一要因になったとされるなど、当時におけるネットアイドルの話題提供力の大きさを良くも悪くも示している。

## 創作
ネットアイドルの概念は創作にも波及し、2003年から連載された『魔法先生ネギま!』では、登場人物の長谷川千雨がネットアイドル活動を行っており、2005年から連載された『さよなら絶望先生』には、自身の写真をフォトショップで加工してネットに掲載し人気を得ている“ことのん”が登場している。また、2009年には、アイドルプロデュースゲームから派生した『THE IDOLM@STER Dearly Stars』に、ネットアイドル出身者が主人公の一人として登場するなどしている。

## 海外
諸外国、特にアジア諸国でも、インターネット環境が広まるに連れネットアイドルないしそれに近い活動を行うものが現れ、中には当人はまったくそのような活動を行っていないにもかかわらず、ネットアイドル化し人気が出たという者までいる。この様な事例は中華人民共和国に多い。

## 評価
橋本和明によると、ネットアイドルで最も成功したのは1996年10月3日にバーチャルアイドル声優として登場し、2年間に渡って素顔を隠したまま活動した麻績村まゆ子だという。マスメディアへの露出が多く、『SPA!』で篠山紀信に撮影されたこともある代表的なネットアイドルのMICHIKOについては、既存の芸能界の成功と比べて小さいため失敗とする。
井上トシユキは、最初の明確なネット発アイドルをMICHIKOとし、ネットアイドルは見た目を重視するヴィジュアル系と、小説・詩や写真など作品発表を主としたブンガク系に分かれるという。ほとんどのネットアイドルは真剣にではなく片手間にやっているに過ぎず自分に酔っているだけで、ネットアイドル自体が1999年から2000年ごろにかけて起こった一過性の流行であり、「人々がインターネットという新しいインフラストラクチャを理解するまでの間に起こった、過渡期特有の現象」と2003年の段階では述べている。
ブログやSNSを舞台とするネットアイドル風の振る舞いについて、『女子をこじらせて』の著者雨宮まみは「以前はネットで自己表現をする人は、注目されたいとかブログをきっかけに本を出したいとか、野望のあるタイプが多かったと思うんですが、この人たちからはそういう意識が見えてこないんですよね。」と、20世紀のネットアイドルに見られた野望の欠如を指摘している。
中川淳一郎は、このようなネットアイドルやネットアイドル風の活動を行う女性たちが多く登場する背景について、受け手の異性に対する欲求が背後にあり、狭い世界に半端な美人がいるだけでも過剰に持ち上げる構図があるとする。それらが「いつかは私も誰かに承認される」といった自己承認幻想をつくりだしているが、逆に目立ちすぎると男女問わず嫉妬を買うなどの問題があるという。実際に、ネットアイドルランキングにおいて1位になった人物が、2位の人物の信奉者から「ランキングを辞退しろ」と脅迫や中傷メールを送りつけられ、それが主宰者にまで波及しランキングが中止に至った事件も起こっている。
大野文子は、ネットアイドルは美意識系と自意識系に別れ、前者が目的意識を持ち、たとえ自身が批判に晒されたとしても前向きに取り組み議論はしても喧嘩の様な無駄なことをしないのに対して、後者は批判を真摯に受け止める器の広さなどなく、他者に責任転嫁しがちだという。また、普通のアイドルと違い、守ってくれる事務所のないネットアイドルは被害を蒙りやすく、それを逆手にとって人気に繋げるほどの精神的な強さがなければ成功できないとする。